# Jakub Voráček
Jakub Voráček (Kladno, 15 agosto 1989) è un hockeista su ghiaccio ceco professionista che gioca nel ruolo di ala destra. Dalla stagione 2009-10 gioca nella National Hockey League prima con Columbus poi dalla stagione 2011-12 con i Philadelphia Flyers.

## Carriera
Voráček è stato la prima scelta assoluta del Canadian Hockey League (CHL) Import Draft del 2006 e ha giocato per due stagioni con l'Halifax Mooseheads nella Quebec Major Junior Hockey League (QMJHL). Ha rappresentato anche la Repubblica Ceca al campionato mondiale di hockey su ghiaccio Junior nel 2007 e nel 2008. Fu scelto come settima scelta assoluta dai Columbus Blue Jackets nel NHL Entry Draft 2007 e il 2 agosto 2007 firmo un contratto triennale, "entry-level" con i Blue Jackets.
Voráček fece il suo debutto di NHL su 10 ottobre 2008 contro i Dallas Stars e nella stessa partita ha segnato il primo gol di carriera NHL; nel primo periodo riuscì a battere Marty Turco. Voráček ha segnato 9 gol e 29 assist per 38 punti in 80 partite durante la sua stagione da rookie e ha aiutato i Blue Jackets a fare i play-off per la prima volta nella storia della franchigia. Ha fatto l'assist sul primo gol dei playoff nella storia dei Blue Jackets, segnato da R.J. Umberger.
Il 23 giugno 2011, è stato scambiato insieme alla scelta al primo turno 2011 (Sean Couturier) e alla scelta del terzo turno 2011 (Nick Cousins) a Philadelphia Flyers per Jeff Carter. Ha firmato un contratto di un anno con i Flyers il primo luglio, lo stesso giorno, la sua nuova squadra firmò un contratto di un anno con il concittadino (ambedue sono infatti nati a Kladno) Jaromir Jagr. Ha segnato un gol nel suo debutto con i Flyer, segnando nel primo periodo a Tim Thomas dei Boston Bruins. Voráček stabilì un nuovo primato personale di gol realizzati in una stagione con 18 gol e anche segnato il primo gol nei playoff in carriera durante la serie contro i Pittsburgh Penguins, battendo Marc-André Fleury al 2:23 nel primo tempo supplementare di gara 1.
Voráček ha firmato un contratto quadriennale di $17 milioni con i Flyers il 26 luglio 2012. Dovrebbe sostituire Jaromír Jágr, che ha firmato con i Dallas Stars come free agent, nella prima linea dei Flyers con Claude Giroux e Scott Hartnell. Durante il periodo del Lockout Voráček ha firmato con la squadra ceca dell'HC Lev Praga della KHL.

## Statistiche

### Club
| Stagione   | Squadra               | Stagione regolare | Stagione regolare | Stagione regolare | Stagione regolare | Stagione regolare | Stagione regolare | Playoff | Playoff | Playoff | Playoff | Playoff |
| Stagione   | Squadra               | Lega              | P                 | G                 | A                 | Pt                | PIM               | P       | G       | A       | Pt      | PIM     |
| ---------- | --------------------- | ----------------- | ----------------- | ----------------- | ----------------- | ----------------- | ----------------- | ------- | ------- | ------- | ------- | ------- |
| 2005–06    | HC Kladno             | CZE               | 1                 | 0                 | 0                 | 0                 | 0                 | —       | —       | —       | —       | —       |
| 2006–07    | Halifax Mooseheads    | QMJHL             | 59                | 23                | 63                | 86                | 26                | 12      | 7       | 17      | 24      | 6       |
| 2007–08    | Halifax Mooseheads    | QMJHL             | 53                | 33                | 68                | 101               | 42                | 15      | 5       | 13      | 18      | 14      |
| 2008–09    | Columbus Blue Jackets | NHL               | 80                | 9                 | 29                | 38                | 44                | 4       | 0       | 1       | 1       | 8       |
| 2009–10    | Columbus Blue Jackets | NHL               | 81                | 16                | 34                | 50                | 26                | —       | —       | —       | —       | —       |
| 2010–11    | Columbus Blue Jackets | NHL               | 80                | 14                | 32                | 46                | 26                | —       | —       | —       | —       | —       |
| 2011–12    | Philadelphia Flyers   | NHL               | 78                | 18                | 31                | 49                | 32                | 11      | 2       | 8       | 10      | 8       |
| 2012–13    | Philadelphia Flyers   | NHL               | —                 | —                 | —                 | —                 | —                 | —       | —       | —       | —       | —       |
| 2012-13    | Lev Praga             | KHL               | 22                | 6                 | 13                | 19                | 20                | —       | —       | —       | —       | —       |
| Totale NHL | Totale NHL            | Totale NHL        | 319               | 57                | 126               | 183               | 128               | 15      | 2       | 9       | 11      | 16      |

## Palmarès

### Nazionale
- Campionato mondiale di hockey su ghiaccio: 1

 Rep. Ceca: 2010
- Campionato mondiale di hockey su ghiaccio: 1

 Rep. Ceca: 2011
- Campionato mondiale di hockey su ghiaccio Under-18: 1

 Rep. Ceca U-18: 2006